# Marineküstenstation Marienleuchte

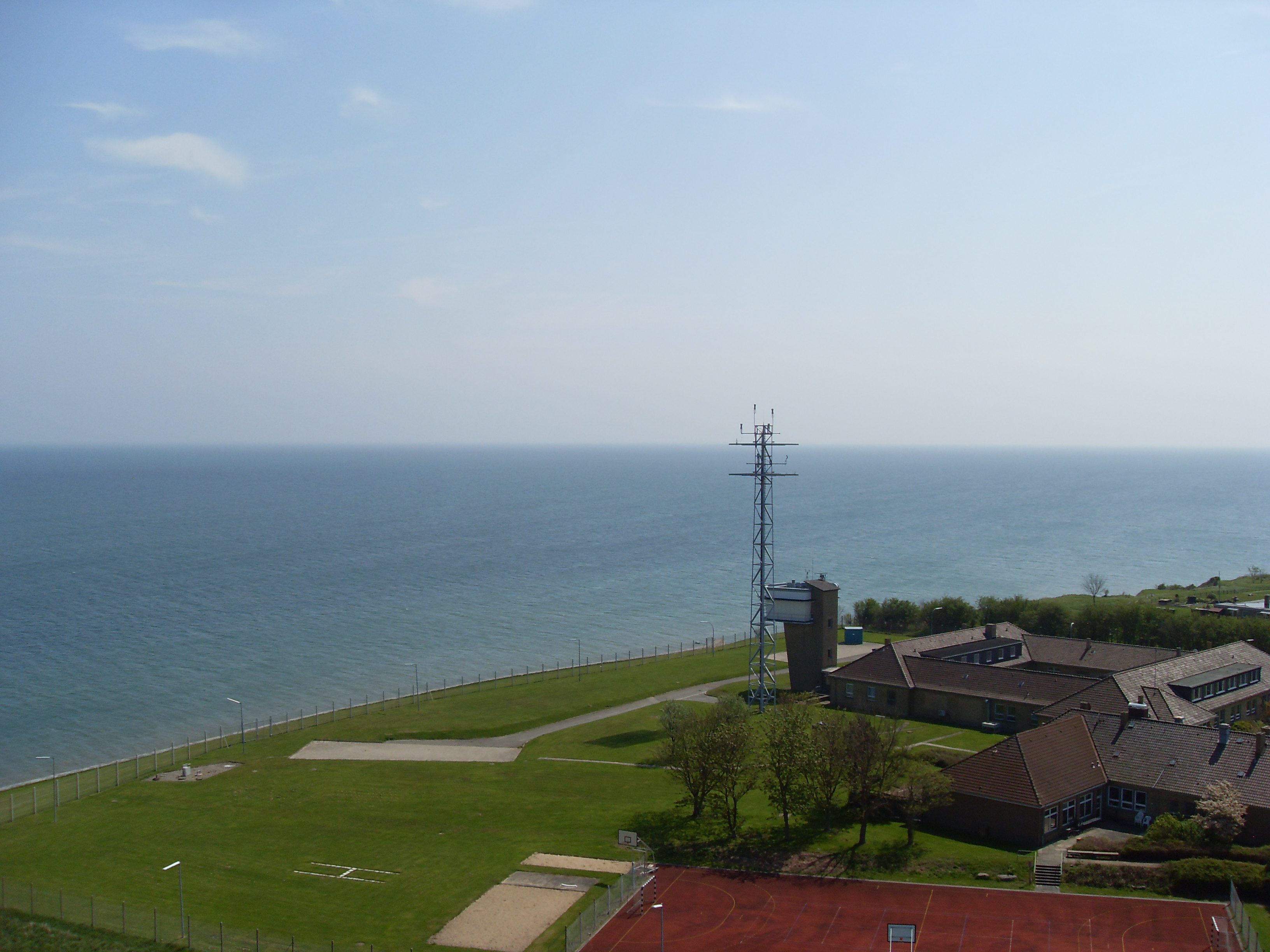
Marineküstenstation Marienleuchte

Die Marineküstenstation Marienleuchte ist eine Aufklärungseinrichtung der Deutschen Marine, die speziell im Kalten Krieg zur Ortung von U-Booten und anderen Seefahrzeugen in der Ostsee und zum Abhören des militärischen Fernmeldeverkehrs eingesetzt wurde. Die Station befindet sich in Marienleuchte im Nordosten von Fehmarn am Fehmarnbelt. Sie liegt somit an der Verbindung von der östlichen Ostsee zur Kieler Bucht und zur Nordsee.

## Geschichte

### Nutzung bis 1945
Der Name „Marienleuchte“ geht auf die dänische Königin Marie-Sophie zurück. Sie gab dem 1832 von der dänischen Marineverwaltung gebauten Leuchtturm seinen Namen. 1864 kam die Insel Fehmarn unter deutsche Verwaltung und 1871 zum Deutschen Reich, doch der Name blieb bestehen.
Die Marine hatte die geostrategisch günstige Lage an der engsten Stelle des Fehmarnbelts, der dort 20 km breit ist, bereits im Jahre 1908 erkannt. Das geht aus einem Pachtvertrag aus dem Landesarchiv in Schleswig hervor. Auf dem Gelände der jetzigen Kasernenanlage wurde eine mit vier Soldaten besetzte Marine-Nachrichtenstelle bzw. Marine-Signalstelle der Kaiserlichen Marine errichtet. Schon damals war die Aufgabe das Überwachen des Fehmarnbelts und das Weiterleiten von Informationen. Dabei handelte es sich um rein optische Seeaufklärung.
In der Zeit der Reichsmarine wurde die Marinesignalstelle Marienleuchte von einem „Bezirksfeldwebel“ als zivilem Vorsteher geführt. In dieser Zeit wurde hier auch Signalpersonal ausgebildet. Während des Zweiten Weltkriegs war auf dem Gelände zusätzlich eine Flak-Stellung der Wehrmacht aufgebaut.

### Bundesmarine
Kurz nach der Wiederbewaffnung nutzte die neue Bundesmarine die Station wieder. Zunächst wurde 1957 provisorisch eine Marinesignalstelle in Betrieb genommen. Die militärische Besatzung war zunächst in einem in der Nähe gelegenen Gasthof einquartiert und wurde von dort auch versorgt. In den Jahren 1961 bis 1962 entstand die Gebäude-Infrastruktur, wie sie heute noch im Wesentlichen besteht. Es wurden Diensträume, Unterkünfte, Kfz-Bereich und Wirtschafts- und Sozialgebäude gebaut und zunächst der Küstenradarorganisation zur Verfügung gestellt. Erst im Jahre 1968 zog mit dem Marinefernmeldezug 736 des Marinefernmeldeabschnitts 7 eine besondere Aufklärungseinheit von Staberhuk auf der Südseite der Insel nach Marienleuchte um.
Im Keller des Dienst- und Unterkunftsgebäudes wurden daraufhin bis zum Ende des Kalten Krieges rund um die Uhr mit fünf Wachen militärische Funk- und Radarsignale vor allem aus der DDR und der Sowjetunion erfasst. Die Ergebnisse der Auswertung wurden per Standleitungen an die Station in Neustadt weitergemeldet.
Bis in die 1980er Jahre befanden sich auf der Station eine Marinesignalstelle, eine Marineunterwasserortungsstelle (beide zugehörig zur Marinefernmeldegruppe 53 (Neustadt in Holstein)) und die Außenstelle Marienleuchte des Marinefernmeldesektors 73 (Neustadt in Holstein), die alle dem Marineführungsdienstkommando unterstanden. Die Fernmeldeaufklärung des Marinefernmeldesektors 73 war ebenfalls im Keller der Station untergebracht. Das Personal der Unterabteilung für Sprechfunkaufklärung wurde nach Einstellen der Erfassung von Marienleuchte abgezogen.

### Deutsche Marine

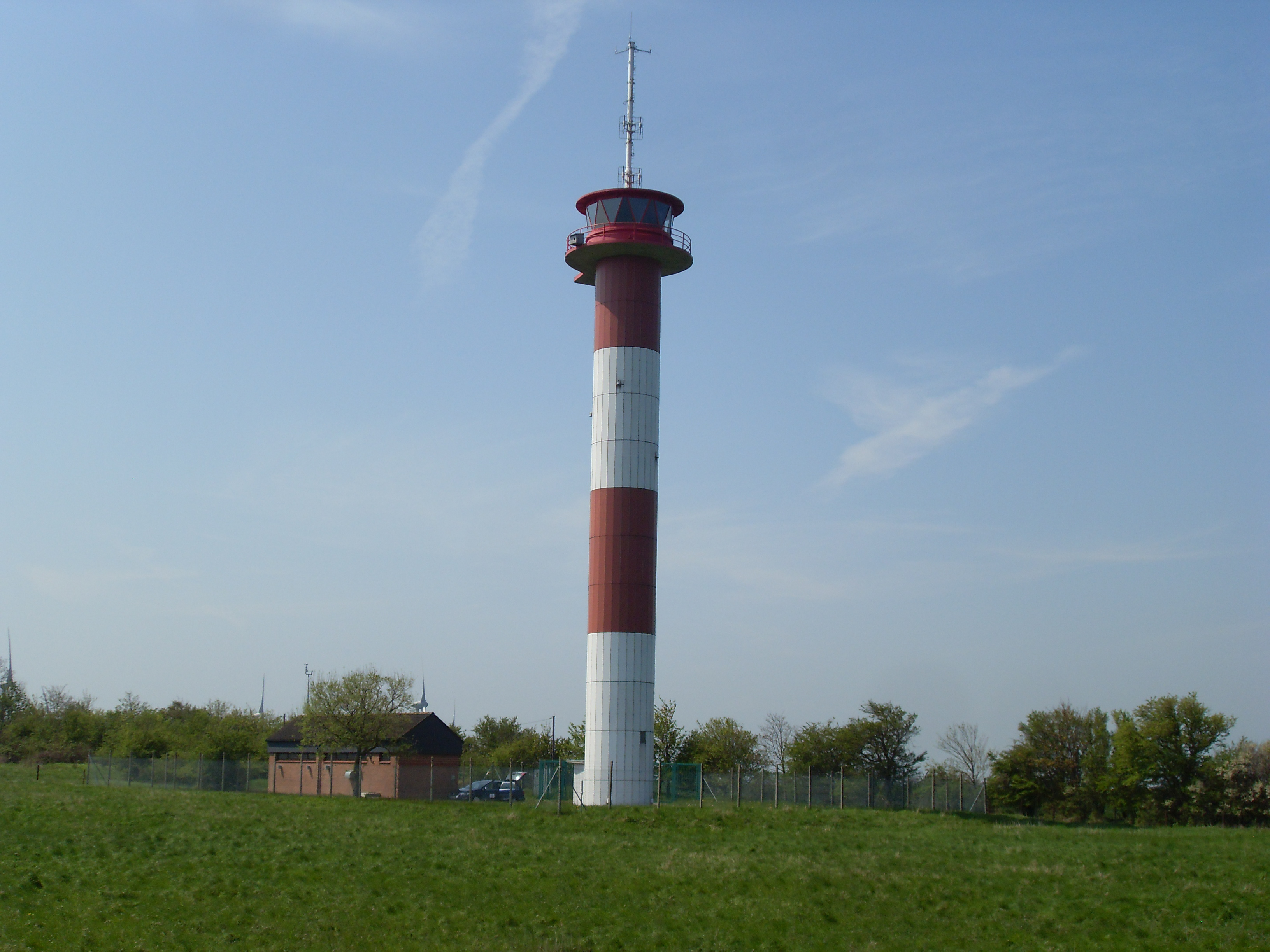
Leuchtturm Marienleuchte in der Nähe der Station

1987 war ein Umzug der Station auf den Klingenberg, zwei Kilometer Luftlinie von der alten Station entfernt und 16 Meter über NN geplant. Dort sollte eine völlig neue Aufklärungsstation gebaut werden, was aber nach der Wiedervereinigung Deutschlands als überflüssig betrachtet wurde. Heute ist die Station als Elektronische Erfassungsstelle Marienleuchte dem Fernmeldebereich 91 der Streitkräftebasis unterstellt.
Die Marineunterwasserortungsstelle untersteht seit 2006 dem Ausbildungszentrum U-Boote. Sie wurde in den 1960er Jahren mit dem Überwachungssystem „Holzauge“ in Marienleuchte errichtet. Dieses System bestand hauptsächlich aus unterwasser-akustischen Geräten. Die Funktion der Anlage wurde seit ihrem Bestehen durch den Fährbetrieb auf der Strecke von Puttgarden nach Rødby stark eingeschränkt. Neben der amerikanischen Anlage Miss Beta wurde in den 1990er Jahren eine neue Anlage errichtet, die das „Holzauge“ ersetzen sollte. 1991 wurde nach dem dafür erforderlichen Umbau in den Gebäuden das Große Seeohr installiert. Dieser Sensor, dessen Kernstück drei unter dem Schifffahrtsweg des Fehmarnbelts in unmittelbarer Nähe zur Tonne KO 8 verlegte Sensoren sind, ist als „nationales Erfassungssystem“ in Betrieb genommen worden.
Am 13. Januar 1993 wurde die Passivsonaranlage DWQX-12 in Marienleuchte eingeführt und erlaubt seitdem eine umfangreiche Erfassung und Analyse sowohl im Geräusch- als auch im Sonar- und UT-Sektor. Besonders die hohe Peilgenauigkeit ermöglicht mit Hilfe der Radar- und optronischen Sensoren eine präzise Zuordnung von Seefahrzeugen. Das System wurde von der NATO finanziert und erlaubt, schon auf relativ große Entfernungen Fahrzeuge zu detektieren und zu klassifizieren.